# Церковь Святого Апостола и Евангелиста Луки (Купино)
Церковь Святого Апостола и Евангелиста Луки — православный храм в Купино Новосибирской области, построенный в 1903 году. Памятник архитектуры регионального значения.

## История
Возведение храма на 350 человек велось с 1900 года по октябрь 1903 года на пожертвования местных жителей по проекту № 32 «Атласа планов и фасадов церквей, иконостасов к ним и часовен, одобренных для руководства при церковных постройках в сёлах». В год окончания строительства состоялось освящение. Первым настоятелем был Евгений Крылов.

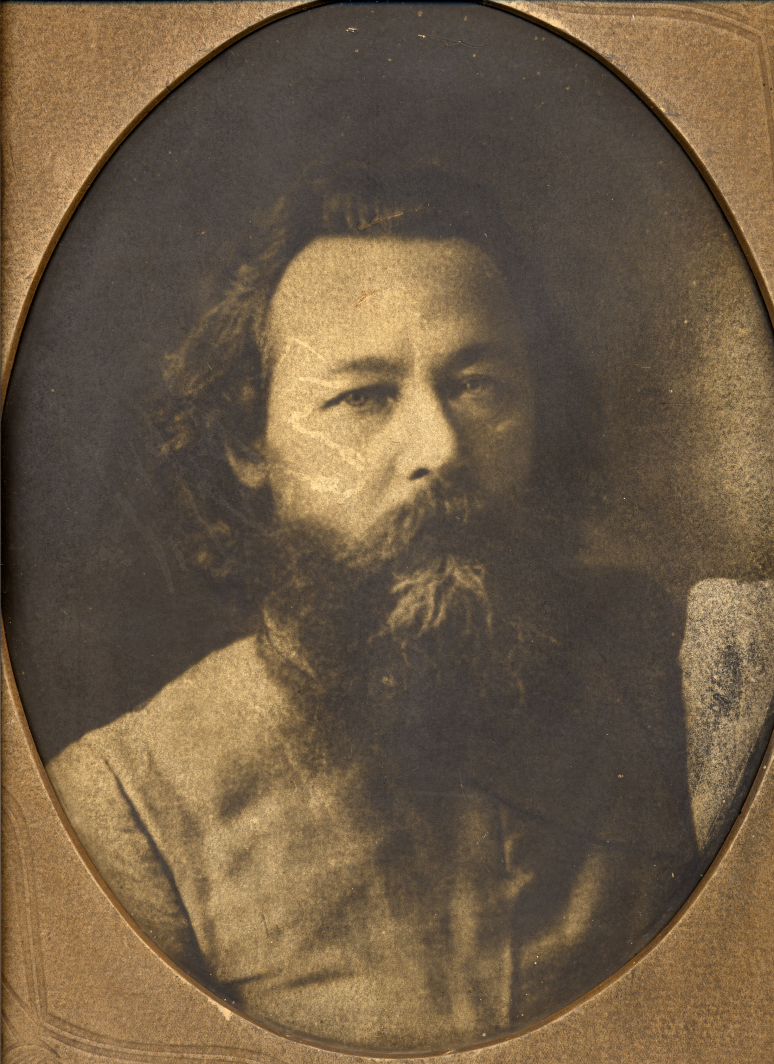
Отец Евгений, первый настоятель храма.

Два года спустя (по другим данным — в 1902 году) при храме была создана церковно-приходская школа на 30 учеников, в которой вела обучение сестра Евгения Крылова Анна.
По данным на 1914 год у церкви отсутствовали особо чтимые иконы, капиталы или угодья. Не было и церковно-приходского попечительства. К приходу относилось в общей сложности 2992 мужчины и 2930 женщины, помимо самого села Купино, проживавшие в деревнях Аполиха, Зятьково, Камышино, Куликовка, Киргинцева, Пресновка, Михайловка, Стеклянная, Теренгуль (в последнем также имелись особый приход и молитвенный дом), Ново-Николаевка, Чаинка. Во всех населённых пунктах проводили крестный ход по полям и молебны после него. За один год в среднем совершалось 320 крещений, заключалось 63 брака, захоронялось 208 человек.
В 1934 (или 1937) году храм был закрыт, а его здание впоследствии переходило к различным организациям, в том числе здесь располагался Дом пионеров. В период Великой Отечественной войны помещение храма занимала авиамоторная школа, о чём свидетельствует надпись за 1943 год, обнаруженная на куполе храма во время реставрации. Со временем многие архитектурные элементы церкви были утрачены: главы, верх колокольни, заполнения в дверных и оконных проёмах. В здании пробили новые проёмы, а окна заложили кирпичом.
13 августа 2000 года во время празднования Первого Спаса церковь вновь открылась, состоялся крёстный ход. С 2003 по 2005 год в храме проходили восстановительные работы.

## Описание
Сооружение находится в исторической части Купино, его главный фасад обращён к Новособорной площади.
Здание представляет собой бесстолпный храм, в основе которого лежит трёхчастная продольно-осевая композиция. По оси восток-запад в последовательности идут: четверик с алтарной апсидой полукруглой формы, трапеза и восьмигранная колокольня.
Из шести луковичных глав храма одна венчает колокольню, а пять других размещены на кафоликоне.
Церковь стоит на ленточных бутовых фундаментах. Кирпичные стены отделаны штукатуркой и выкрашены. Перекрытия выполнены из железобетона и дерева. Кафоликон и колокольня завершаются шатром, трапезная — двускатной крышей, апсиду перекрывает конха. По металлической кровле церкви идёт диагональный рисунок. Водосток организован снаружи.
Притвор по углам выделяют филёнчатые пилястры, служащие опорой для килевидных профилированных закомар.
Главный западный вход выполнен в виде полуциркульного портала. Оконные проёмы церкви также полуциркульного очертания. Причём над более узкими окнами трапезной и притвора находятся полуциркульные бровки, тогда как в апсиде проёмы имеют килевидное обрамление. Окна кафоликона с широкими полуциркульными наличниками обрамлены килевидными арками.
Восьмигранная колокольня декорирована прямоугольными нишами и разделена ступенчатым пояском. Окна в ярусе звона полукруглые, с килевидным завершением. Карниз стен ступенчатый, а на апсиде украшен зубцами полукруглой формы.
Габариты в плане — 24,2 × 10,3 м.
Храм относится к Центральному благочинию Карасукской епархии Новосибирской митрополии Русской православной церкви.

## Захоронения
На территории церкви похоронен отец Евгений, первый настоятель храма, погибший в феврале 1918 года во время бурана, когда возвращался с отпевания прихожан. На месте захоронения священника установлен крест.